# Dermacentor hunteri
Dermacentor hunteri är en fästingart som beskrevs av Bishopp 1912. Dermacentor hunteri ingår i släktet Dermacentor och familjen hårda fästingar. Inga underarter finns listade i Catalogue of Life.